# Delphinium nuttallii
|  | No s'ha de confondre amb Delphinium nuttallianum. |

Delphinium nuttallii, l'esperó de cavaller de Nuttall o esperó de cavaller de Colúmbia, és una espècie d'esperó de la família de les ranunculàcies (Ranunculaceae).

## Descripció
Delphinium nuttallii té tiges de 20 a 60 cm (de vegades fins als 90 cm) i la base generalment és vermellosa i pubescent. Les fulles majoritàriament a la meitat proximal de la tija; fulles basals no en pot tenir o fins a dues a l'antesi; fulles de caulina entre 3 a 10 a l'antesi; pecíol 0,3-19 cm. El limbe foliar és rodó a reniforme, 2-8 × 3-14 cm, pubescent; lòbuls finals 5-18, amplada 4-7 mm (basal), 1-5 mm (caulina), més amples al mig o a la meitat proximal. Les seves inflorescències estan compostes entre 5 a 25 flors (rarament 40 flors), almenys 2 vegades més llargues que amples; pedicel d'entre 1,5 a 4 cm (rarament 9 cm), puberulent; bracteoles de 2-3 mm de flors, verdes, lineals, de 4-6 mm, puberulentes. Els sèpals de les flors són de color porpra blavós a groguenc, (més o menys gris), sovint esvaeixen parcialment en assecar-se, sèpals puberulents, laterals ± estenent-se, 8-11 × 3-6 mm, esperons rectes, lleugerament ascendents, 9-13 mm; les làmines inferiors dels pètals que recobreixen més o menys els estams, 4-6 mm, clivelles 0,5-2 mm; pèls ben dispersos, principalment prop dels marges i la base de la clivella, de color blanc a groc o blau. Fruits de 10-14 (-18) mm, 3,5-4 vegades més llargs que amples, pubescents. Llavors amb marge alar; la superfície de les cèl·lules de la coberta de les llavors són llises.
Delphinium nuttallii s'ha confós sovint amb D. menziesii; que pot ser distingit per les flors consistentment més petites i en general més flors per planta que aquesta última. Curiosament, cada espècie produeix flors de color blau porpra i groguenc, en poblacions separades.

## Distribució
Delphinium nuttallii és nativa de Washington i Oregon (Columbia River Gorge) dels Estats Units.

## Taxonomia
Delphinium nuttallii va ser descrita per Asa Gray i publicat a Botanical Gazette 12(3): 54, a l'any 1887.
Etimologia
Vegeu: Delphinium
nuttallii: epítet en honor del botànic, ornitòleg, zoòleg i conservador anglès del Jardí Botànic de Harvard Thomas Nuttall (1786-1859).
Sinonímia
- Delphinium columbianum Greene
- Delphinium exaltatum var. nuttallii (A.Gray) Huth[3]